# Олзийбаярын Дурэнбаяр
Олзийбаярын Дурэнбаяр (род. 31 января 1994) — монгольский дзюдоист представляющий свою национальную федерацию на крупных международных соревнованиях, бронзовый призёр чемпионата мира 2018 года в весовой категории свыше 100 кг. Двукратный серебряный призёр Азиатских игр 2014 и 2018 годов.

## Биография
На Азиатских играх в 2014 году в Южной Корее завоевал серебряную медаль, в финале уступил японскому спортсмену Такеси Озитани.
Через четыре года на Азиатских играх в 2018 году в Джакарте вновь завоевал серебряную медаль, в финале уступил корейскому спортсмену Ким Сон Мин.
На чемпионате мира 2018 года в Баку, в весовой категории свыше 100 кг, он завоевал бронзовую медаль - первую на чемпионатах мира. 